# Cho Dae-seong
Pour les articles homonymes, voir Cho.
Dans ce nom coréen, le nom de famille, Cho, précède le nom personnel Dae-seong.
Cho Dae-seong, né le 10 octobre 2002, est un pongiste coréen.

## Biographie
Il se distingue dans les catégories jeune en remportant en 2016, l'ITTF World Cadet Challenge en simple et en perdant en finale du tournoi cadet et junior de l'Open de Taïwan. 
Il s'incline en finale de l'Open de Thaïlande 2018 dans le tableau des moins de 21 ans face au japonais Yuta Tanaka.
En 2019 il s'adjuge l'Open de République Tchèque en double messieurs avec Lee Sang-su et en double mixte avec Shin Yu-bin. De même il gagne en 2020 en double messieurs l'Open d'Allemagne avec Jang Woo-jin.
En 2022, il fait partie de l'équipe de Corée du Sud qui est médaillée de bronze aux championnats du monde à Chengdu.
Il est médaillé de bronze en double messieurs aux championnats du monde 2023 à Durban avec Lee Sang-su.
En février 2024, il remporte son premier en simple sur le circuit international du WTT en remportant le WTT Feeder de Manchester. Il récidive un mois plus tard en battant le finlandais Benedek Oláh en finale du WTT Feeder d'Otočec (en).
Il est le 20e joueur mondial en juillet 2024.